# Ferăstrău cu lanț

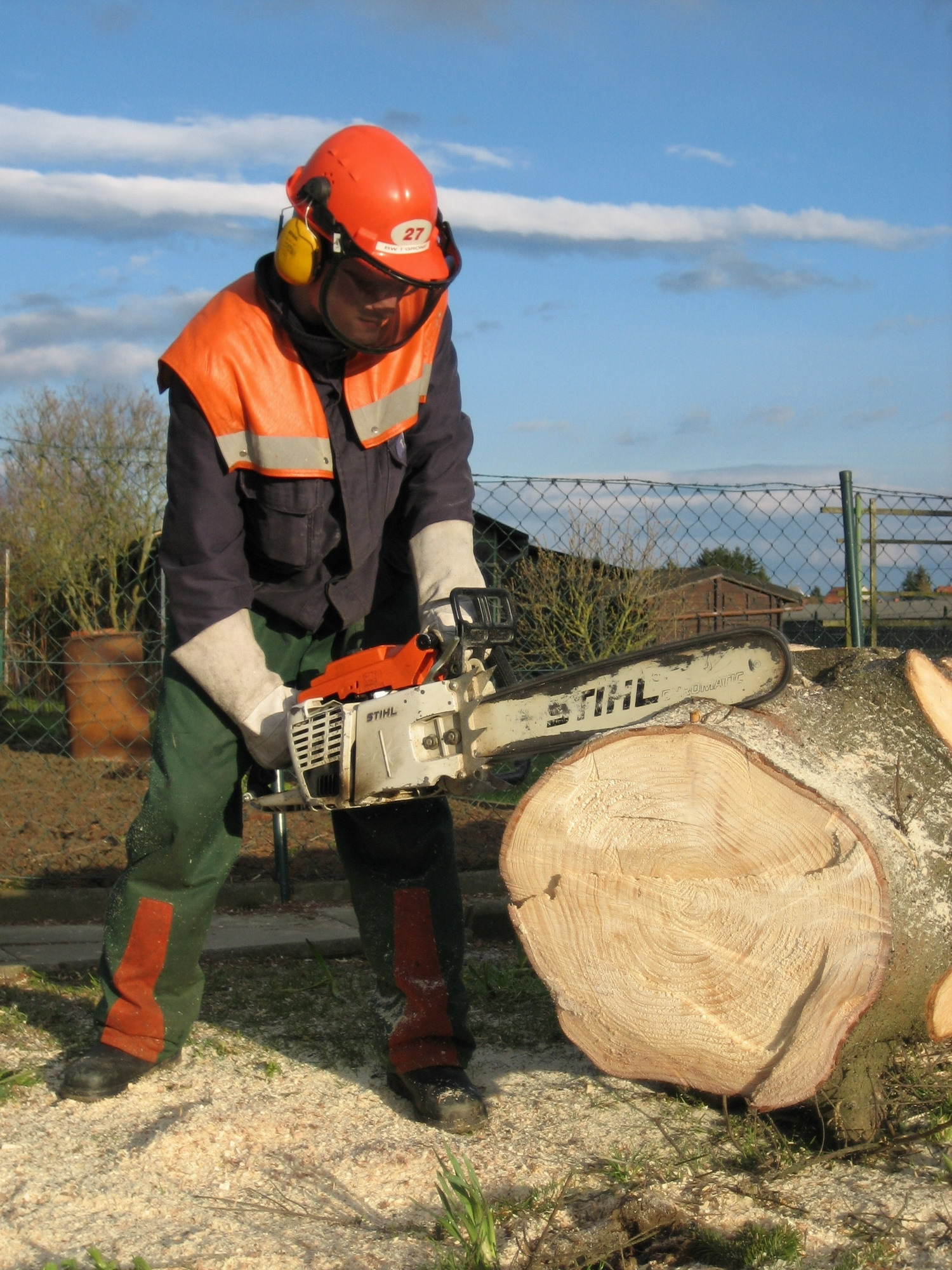
Drujbă

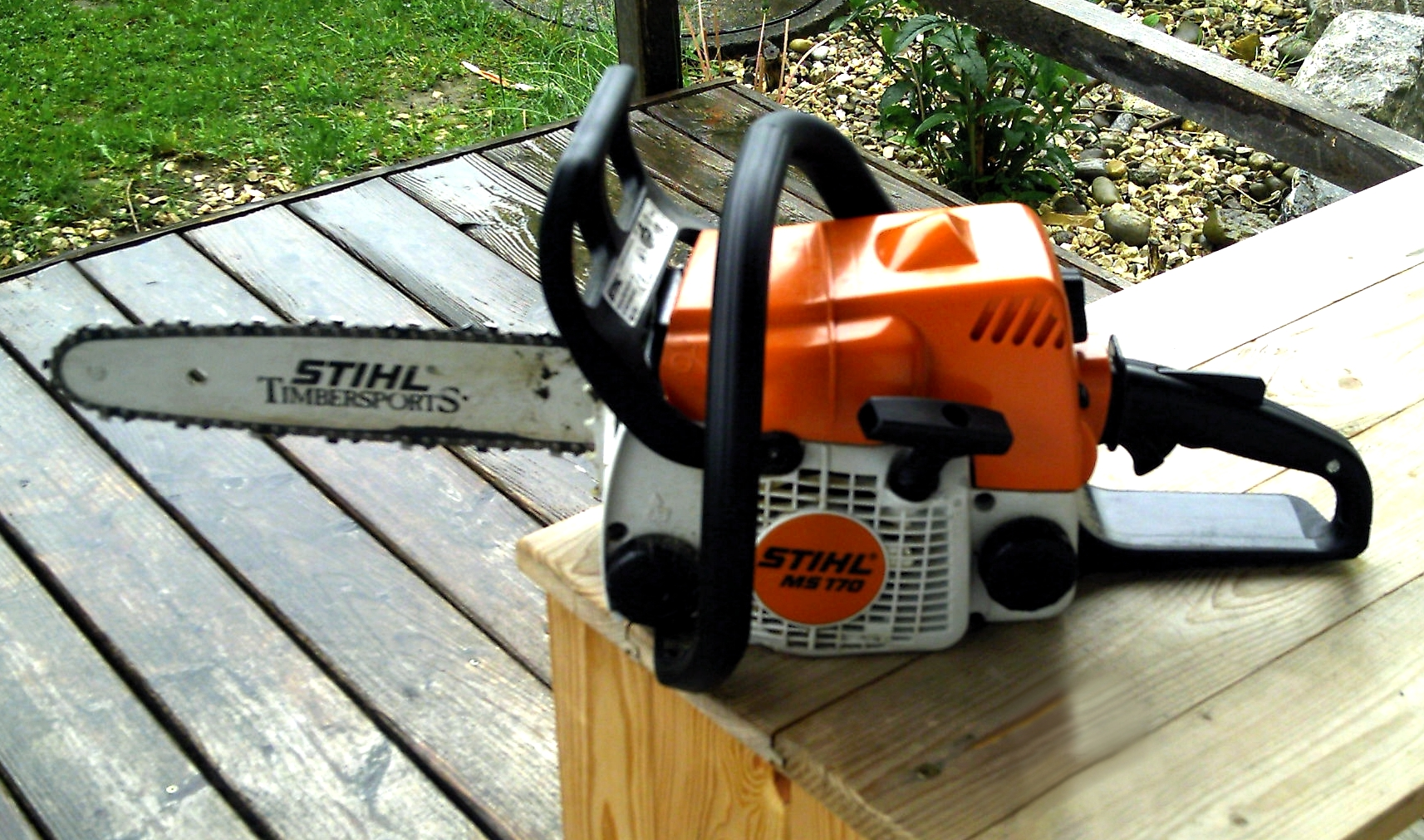
„Drujbă”

Ferăstrăul cu lanț, denumit și motoferăstrău, este un ferăstrău antrenat de un motor pe benzină, electric, pneumatic sau hidraulic. Cel mai cunoscut este motoferăstrăul pe benzină pentru tăiat lemn (popular drujbă), utilizat în silvicultură sau în gospodărie. Mașină-unealtă având un lanț prevăzut cu dinți tăietori, acționată de un motor și folosită în special pentru tăierea lemnului.
Ferăstraiele cu lanț sunt folosite în mod activ de către lucrători pentru tăierea lemnului, inclusiv pentru stingerea incendiilor forestiere sau prevenirea acestora, pentru tăierea betonului, precum și pentru sculpturile de gheață sau găurile de gheață.

## Istoria motoferăstrăului
Principiul tehnic al unui lanț care rulează în jurul unei șine a fost utilizat deja în anul 1830 de către medicul din Würzburg Bernhard Heine la osteotom pentru a tăia oase. 

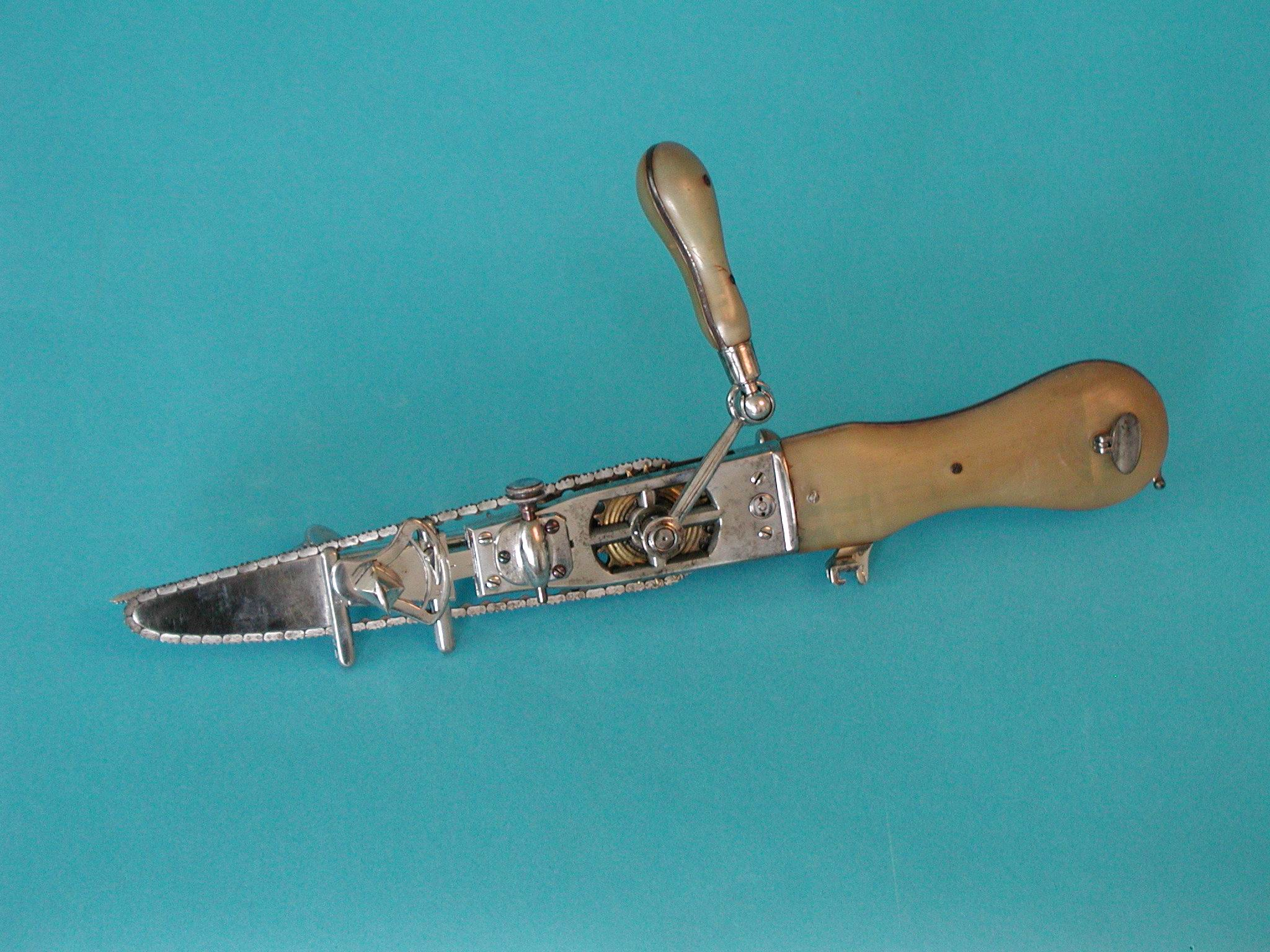
Osteotom

Deja înainte de 1900 a fost înlocuită munca în pădure cu primele așa-numite mașini de tăiat (doborât).
În anii 1920 au fost dezvoltate mașinile de debitat în lungime care erau niște mașinării uriașe și greu de manevrat pentru 2 lucrători.
Aceste dispozitive au fost utilizate pentru a debita în lungime copacii deja doborâți.
Primul motoferăstrău pe benzină testat și utilizat în industria forestieră a fost mașinăria de doborât Sector. Ea fost utilizată pentru doborât și debitat.
Probabil cea mai veche fotografie în care s-a folosit o mașină pentru muncă în pădure a fost făcută în Germania, în anul 1920. Primul ferăstrău cu lanț alimentat cu benzină produs în serie, a fost adus pe piață de către Compania din Hamburg pe nume DOLMAR, în anul 1927 numită TIP A. El trebuia manevrat de 2 operatori și putea efectua doar tăieturi verticale. 
Primul ferăstrău electric cu lanț pentru utilizarea pe linii de debitat a fost construit de către constructorul german STIHL în anul 1926.
În continuare au fost construite ferăstraie la care garnitura de tăiere se putea roti la 90°. Cu acestea se putea atât doborî cât și debita. 
Ferăstrăul DOLMAR CP produs după 1952 a avut o astfel de șină rotativă. Deoarece mecanismul rotativ era foarte complicat, au fost construite ferăstraie cu carburator rotativ la 90° de exemplu modelele Faun și Werus construite în RDG.
Abia evoluția carburatorului cu membrane din industria aviatică, care funcționează independent de poziție, a dus la construirea motoferăstraielor pentru un singur operator la sfârșitul anilor 1950 folosite până în ziua de astăzi.
Primele modele dintre acestea construte în Europa au fost în 1957 DOLMAR CF, în 1958 REX de firma Solo și apoi în 1959 renumitul Contra'' construit de STIHL.
Motoferăstrăul de un singur om a dus la o creștere semnificativă a productivității la exploatare. 

## Istoria motoferăstrăului în România
Începând cu anul 1969 la Uzina Metrom Brasov a fost introdus în fabricația de serie motoferăstrăul românesc FM. Acesta a eliminat necesitatea importului de motoferăstraie și echipamente (șină și lanț) care s-au realizat la IM Cugir, fiind necesare exploatărilor forestiere din România.
În anul 1989 un număr de 10 exemplare de FM60 cu aprindere electronică au fost trimise în Germania de est la Institutul de Cercetare din Potsdam, pentru testare, unde au dat rezultate bune.
În scurt timp acest motoferastrau a devenit cunoscut și solicitat de diferite țări precum Albania în cantități mari.
Numeroasele invenții ale Dr.ing Mihai Ionescu și a altor inventatori, au ajutat la perfecționarea utilajului, printre care se numără:
- Stand de încercat lamele de ghidare și lanțurile tăietoare ale motoferăstraielor. 
- Procedeu de încărcare a capătului lamei de ghidare cu material de uzură.
- Sistemul de amortizare a vibrațiilor mecanice pentru motoferăstraie.
- Filtru de aer pentru ferăstrău mecanic.
- Magnetou.
- Ambreiajul de transmisie pentru ferăstraie cu lanț, precum alte mânere, sisteme de prindere sau de reglare.